# Иле-Балхаш (резерват)
Государственный природный резерват «Иле-Балхаш» (каз. «Іле-Балқаш» мемлекеттік табиғи резерваты) — особо охраняемая природная территория со статусом юридического лица, расположенная в Балхашском районе Алматинской области Казахстана. Образован согласно Постановлению Правительства РК № 381 от 27 июня 2018 года.

## Финансирование
Государство выделило 120 млн тенге на обустройство мест для площадок. По предварительным оценкам, на первые десять лет работ понадобится 50 миллионов долларов. Финансируют программу международные организации, меценаты и Ди Каприо. В общей сложности Всемирный фонд дикой природы выделит на проект 10 млн евро. Ежегодно посольство Нидерландов в Казахстане будет выделять дополнительно 200 тыс. долларов на реализацию проекта.

## Реинтродукция тигра
В Казахстане запущен проект интродукции амурского тигра в дельте Или и других рек, вливающихся в озеро Балхаш. Целью создания резервата является реинтродукция тигров в Казахстане.
В Казахстане тигр повсеместно вымер в 1948 году. Резервату выделены земли общей площадью 415 164,2 гектаров, но учёные называют цифру в один миллион гектаров как идеальный вариант для полноценного восстановления вида в дикой природе. Существует проект довести количество особей тигра через 50 лет на территории Казахстана до 150−180 хищников. Планируется привозить амурских тигрят, которые остались сиротами.
В настоящий момент в качестве первоочередных мероприятий запланировано создание кормовой базы для тигров в ближайшие 5-7 лет, для чего необходимо завозить на территорию будущей реинтродукции около 50-60 бухарских оленей ежегодно.
В сентябре 2024 года на территорию заповедника были доставлены первые два тигра из Нидерландов, специализированного центра для содержания хищников при зоопарке Landgoed Hoenderdaell. Тигры будут жить в специально построенном для них вольере, ожидается, что их потомство может быть выпущено для вольного проживания в заповеднике. В 2025 году ожидается доставка в Иле-Балхаш трёх-четырёх тигров, выловленных в России из дикой природы.

## Реинтродукция бухарского оленя
В декабре 2018 года из питомника Сырдарья-Туркестанского регионального парка в резерват прибыла первая группа из пяти оленей (три самки и два самца) при поддержке Всемирного фонда дикой природы. Их поместили в адаптационный вольер и выпустили в дикую природу 24 сентября 2019 года. Для дальнейшего наблюдения за передвижениями оленей на двух самок были надеты ошейники с чипами спутниковой связи. Несколько месяцев самки держались у вольера, но в середине зимы вместе с одним из самцов откочевали на 100 км от огороженной территории.
Всемирный фонд дикой природы разрабатывает проект по переселению оленей из Нижне-Амударьинского биосферного резервата (Узбекистан) в различные популяции Казахстана, включая Иле-Балхаш, для расширения генетического фонда. В начале 2020 года из Карачингильского охотничьего хозяйства в вольер были привезены 13 самок и 1 самец и планируются завозы большого количества животных в последующие годы.
В конце сентября 2020 года состоялся выпуск 15 животных из второй партии, включая олененка, рождённого в вольере. У оленей из первого выпуска было зафиксировано потомство: один олененок попал в кадр фотоловушки.
В июле 2021 года в резервате состоялся третий выпуск бухарского оленя в количестве 61 особи. Для наблюдения и контроля за оленями в зоне выпуска установлены фотоловушки и используются спутниковые ошейники.
В июле 2022 года был также выпущен 61 олень. С учётом предыдущих партий количество особей в резервате превысило 150.

## Реинтродукция кулана
В рамках гранта WWF России и проекта по восстановлению популяции тигра в конце августа 2021 года при участии АСБК было завершено строительство загона для реинтродукции куланов в резервате. Хотя куланы не являются основным объектом охоты тигра, они будут способствовать воссозданию условий экосистемы, существовавшей в Прибалхашье во времена обитания хищника. Дальнейшие работы по перевозке животных из национального парка «Алтын-Эмель», содержанию, выпуску и мониторингу куланов будут профинансированы за счет гранта Казахстана и ПРООН.
В октябре 2022 года из Алтын-Эмеля были привезены первые 60 животных: 30 самок, 9 самцов и 21 сеголеток. Две взрослые самки погибли во время транспортировки.
В конце сентября 2024 года был проведён следующий этап. Было перевезено 43 особи куланов.